# Hanna Litten
Hanna Litten (geboren am 17. Mai 1920 in Berlin; gestorben am 29. Oktober 1942 im KZ Riga-Jungfernhof, Lettland) war eine deutsche Bühnenbildnerin.

## Leben
Hanna Litten besaß aufgrund ihres jungen Alters zu keiner Zeit die Möglichkeit, als Jüdin im Dritten Reich an einem der Allgemeinheit zugänglichen Theater ihr Talent als Bühnenbildnerin zu beweisen, und so beschränkt sich ihr künstlerisches Wirken ausschließlich auf die Tätigkeit für Theateraufführungen im Rahmen des Kulturbund Deutscher Juden ihrer Heimatstadt Berlin. Dort leistete sie trotz den nur sehr eingeschränkt zugänglichen Materialien Außergewöhnliches. Ihre erste Arbeit waren 1939 die Kulissen zu der Operette Gräfin Mariza von Emmerich Kálmán, ihre letzten Entwürfe belieferten im August 1941 zugleich die finale Kulturbund-Aufführung Spiel im Schloß von Franz Molnar. Nach der Schließung dieser letzten, den Juden verbliebenen, kulturellen Einrichtung im September 1941 war die brünette Künstlerin komplett isoliert. Am 26. Oktober 1942 erfolgte ihre Deportation in das Ghetto von Riga, wo Hanna Litten kurz nach der Ankunft im Lager Jungfernhof erschossen wurde.